# Colloquia familiaria
I colloqui, in originale Colloquia familiaria, è un libro dell'umanista Erasmo da Rotterdam. Scritto inizialmente alla fine del XV secolo e pubblicato per la prima volta nel 1518 per fornire esercizi di comprensione del latino ai giovani studenti sotto forma di dialoghi, nei decenni successivi fu aggiornato con contenuti più seri e controversi. Tra le altre, le pagine « [...] esaminano le pratiche religiose dell'epoca in modo serio, ma comunque pervase da un tono ironico». Divenne uno dei testi più diffusi del teologo insieme all'Elogio della follia, influenzando molti scrittori e letterati europei del tempo.

## Creazione e pubblicazione
Tra il 1497 e il 1500, Erasmo si guadagnò da vivere a Parigi come precettore dei fratelli Northoff, figli di un facoltoso mercante di Lubecca. Per i Northoff, Erasmo scrisse alcuni brevi testi in latino, comprendenti alcune forme colloquiali ed espressioni quotidianamente usate (come domande per chiedere da bere, per augurare a qualcuno un buon viaggio, etc.). Questi finirono nelle mani di un amico di Erasmo, il tedesco Augustine Caminade, e da lui ad un altro suo conoscente, Lambert Hollonius, residente a Liegi.
A Basilea, Hollonius vendette il manoscritto all'editore svizzero Johann Froben e nel 1518, quando Erasmo e i suoi testi erano ormai ben conosciuti in Europa, lo pubblicò senza il consenso dell'autore con il titolo di Familiarium colloquiorum formulae. Erasmo corresse quindi il libro e l'anno seguente ne autorizzò la pubblicazione presso la tipografia di Dirk Martens. In un'edizione del 1522 comparvero all'interno della pubblicazione dialoghi aggiuntivi, mentre quella del 1524 venne pubblicata per la prima volta sotto il titolo di Colloquia familiaria. L'autore continuò negli anni a venire ad aggiornare il libro con dialoghi supplementari, fino all'ultima edizione pubblicata nella sua vita (1533), che giunse a includere 57 dialoghi totali; inoltre, durante la vita di Erasmo comparvero in totale 87 ristampe di quest'opera.
La prima traduzione in italiano volgare venne completata nel 1545 dal poligrafo Pietro Lauro a Venezia, godendo di un certo successo. In russo la traduzione venne voluta per ordine dello stesso zar Pietro I, che però non approvò il risultato finale.

## Contenuto
Il filologo russo Simon Markish considerò I colloqui (insieme a Elogio della follia e Adagia) come il sunto del pensiero di Erasmo, avendo assorbito tutta l'esperienza dell'autore nel corso della sua vita. Erasmo si pone infatti qui tre obiettivi: «influenzare artisticamente, insegnare e educare». Seguendo gli usi di Platone e Luciano di Samosata, l'autore-precettore comunica i suoi insegnamenti sotto forma di dialoghi, una forma di trasmissione delle informazioni più adeguata secondo il suo punto di vista, in quanto più facilmente comprensibile da uno studente.
I personaggi presenti nei dialoghi rappresentano persone di qualsiasi classe sociale nella società medievale: da sovrani e appartenenti al clero fino ai contadini. Essi toccano una grande varietà di argomenti nelle loro conversazioni: dalla senilità all'infanzia, dalla guerra alla pace, dalla cavalleria al monachesimo, fino al pellegrinaggio e all'alchimia. L'autore usa generi differenti come aneddoti storici, storie buffe e commentari teologici.
Alcuni dialoghi si presentano come una satira della loro epoca, dimostrando l'incredibile capacità di Erasmo di coglierla in molti suoi aspetti. Oggetto delle sue facezie sono i Lanzichenecchi, i preti e gli alchimisti. Sebbene Colloquia familiaria sia una forma abbastanza sottile di scherzo, si può notare come le vittime di queste prese in giro siano spesso nemici di Erasmo, come l'umanista tedesco Giovanni Ecolampadio.
Erasmo scrive molto anche riguardo alle donne, con accezioni sia negative che positive, trattandole in generale con molto rispetto; spesso si dimostra comprensivo nei loro confronti e dipinge come positiva l'immagine di una donna capace di lottare per la propria emancipazione.
I valori principali per Erasmo, che egli difende nel proprio libro, sono: tolleranza religiosa, moderazione e apertura al dialogo. La pietà per Erasmo non si dimostra attraverso riti e rituali religiosi, ma piuttosto imitando le gesta di Gesù, chiedendo un ritorno al cristianesimo delle origini, come quello dei filosofi antichi e dei Padri della Chiesa. Si oppone così a qualsiasi forma di fanatismo religioso e opposizione al progresso, sia umano che scientifico.

## Trama

### Naufragium
Nel primo dei sette libri, Naufragium, viene descritto un naufragio, comprendente anche un fuoco di Sant'Elmo: da esso, probabilmente, ha preso ispirazione il drammaturgo e poeta inglese William Shakespeare per ideare alcune scene del suo La tempesta. Quando la nave viene abbandonata, le pratiche superstiziose e religiose dei diversi personaggi vengono messe a confronto tra loro: molti di loro invocano l'aiuto dei santi.

### Amicitia
Nell'Amicitia, numerose storie fantastiche e popolari riguardanti gli amori e gli odi di vari animali e oggetti naturali sono usate come MacGuffin, con lo scopo di ampliare il vocabolario. La morale della favola afferma che "la carità cristiana si estende a tutti, mentre la familiarità va contratta solo con pochi" e che la carità cristiana comporta il non fare del male, ma il desiderio di migliorare, anche nei confronti di una persona cattiva.

### Opulentia sordida
L'Opulentia sordida contiene velate critiche alle condizioni dei lavoratori presso la stamperia dell'editore italiano Aldo Manuzio, anche se la ricostruzione di Erasmo non è forse oggettiva.

### Adolescentis et scorti
In questo racconto, la prostituta Lucrezia riceve la visita di un suo ex cliente, Sophrinius, che desidera vederla in privato e intrattenere una conversazione con lei. Sophrinius esorta la donna ad abbandonare il peccato della prostituzione e a trovare un nuovo lavoro più dignitoso, riuscendo anche a convicerla.

### Peregrinatio religionis ergo
Peregrinatio religionis ergo tratta invece temi particolarmente seri e importanti in maniera umoristica. Per esempio, include una lettera presumibilmente scritta da una statua della Vergine Maria, in cui inizialmente ringrazia un riformatore per aver seguito Lutero contro l'invocazione inutile dei santi (dove le invocazioni elencate sono tutte per cose peccaminose o mondane).
La maggior parte dell'opera è costituita da racconti, a volte raccontati in tono sarcastico, dei pellegrinaggi compiuti da Erasmo da Rotterdam in Inghilterra, come quelli al santuario mariano inglese di Walsingham, e al santuario di Thomas Beckett a Canterbury (con John Colet). Tratta poi le favole in generale, i funerali e il ruolo dei santi.

### Inquisitio de fide
L'Inquisitio de fide fu inserito nel ciclo nel 1523, e si chiedeva se i luterani fossero o meno eretici: è riportato che i luterani non dovrebbero essere considerati tali, perché condividono agli articoli del Credo. Lo stesso Erasmo tratterà poi lo stesso tema nel De libero arbitrio.

### Epicureo
L'ultimo dialogo, Epicureo, vede Erasmo trattare movimenti filosofici greci classici che erano caduti in disgrazia per un millennio a seguito dell'aristotelismo di Agostino d'Ippona, come gli stoici, i cinici e i peripatetici.

## Nella cultura di massa
Secondo lo storico olandese Johan Huizinga, con I colloqui Erasmo rese accessibile la conoscenza della lingua latina e di alcune sue forme particolari a una cerchia più larga dei letterati. Questo libro avrebbe influenzato alcuni dei maggiori letterati europei non solo dell'epoca di Erasmo, ma anche successivi. Alcuni di questi sono: William Shakespeare, François Rabelais, Margherita d'Angoulême, Miguel de Cervantes, Clément Marot, Michel de Montaigne, Blaise Pascal, Molière, Laurence Sterne, Walter Scott ed Edmond Rostand.